# يانا كاندر
يانا كاندر (بالألمانية: Jana Kandarr) مواليد 21 سبتمبر 1976 في هاله، ألمانيا، هي لاعبة كرة مضرب ألمانية سابقة بدأت مسيرتها كمحترفة سنة 1994 وكانت تلعب باليد اليمنى، اعتزلت اللعب في 2005. أعلى تصنيف لها في الفردي كان المركز الـ 43 في سنة 2001. أعلى تصنيف لها في الزوجي كان المركز الـ 108 في سنة 2000. سبق أن شاركت في دورة الألعاب الأولمبية الصيفية.

## روابط خارجية
- يانا كاندر على موقع IMDb (الإنجليزية)
- يانا كاندر على موقع رابطة محترفات التنس (الإنجليزية)
- يانا كاندر على موقع الاتحاد الدولي لكرة المضرب (الإنجليزية)
- يانا كاندر على موقع كأس بيلي جين كينغ (الإنجليزية)
- يانا كاندر على موقع خلاصة التنس.كوم (الإنجليزية)
- يانا كاندر على موقع اللجنة الأولمبية الدولية (الإنجليزية)
- يانا كاندر على موقع أوليمبيديا (الإنجليزية)